# Crepidium pedicellare
Crepidium pedicellare là một loài thực vật có hoa trong họ Lan. Loài này được (Rchb.f.) Szlach. & Marg. mô tả khoa học đầu tiên năm 1998.